# 坎帕斯克峰
46°23′48″N 10°02′40″E / 46.396757°N 10.044432°E

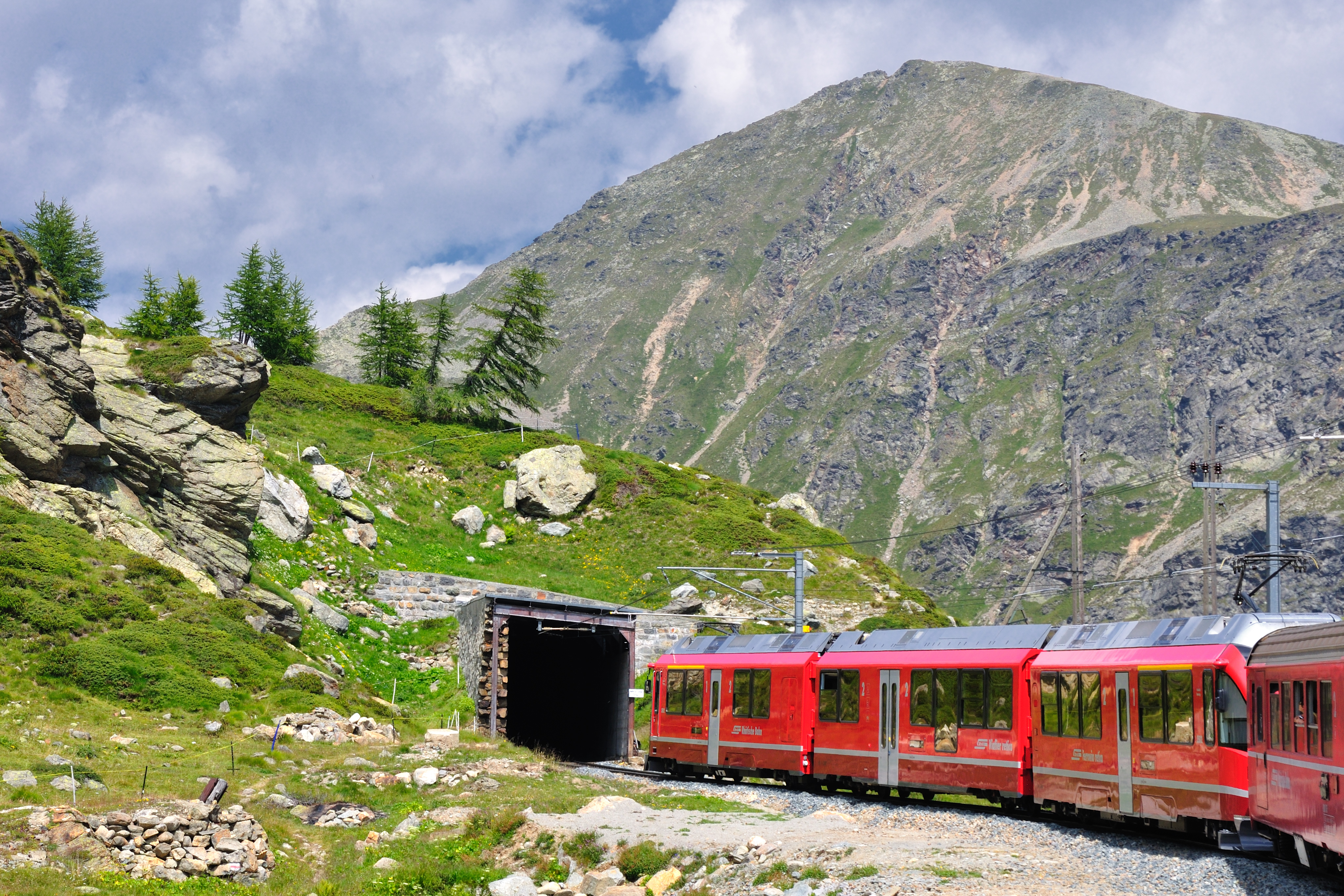

坎帕斯克峰（Piz Campasc），是瑞士的山峰，位於該國東南部，由格勞賓登州負責管轄，屬於利維尼奧阿爾卑斯山脈的一部分，海拔高度2,598米，每年平均降雨量1,386毫米。